# Les Deus Amanz
Pour les articles homonymes, voir Les Deux-Amants.

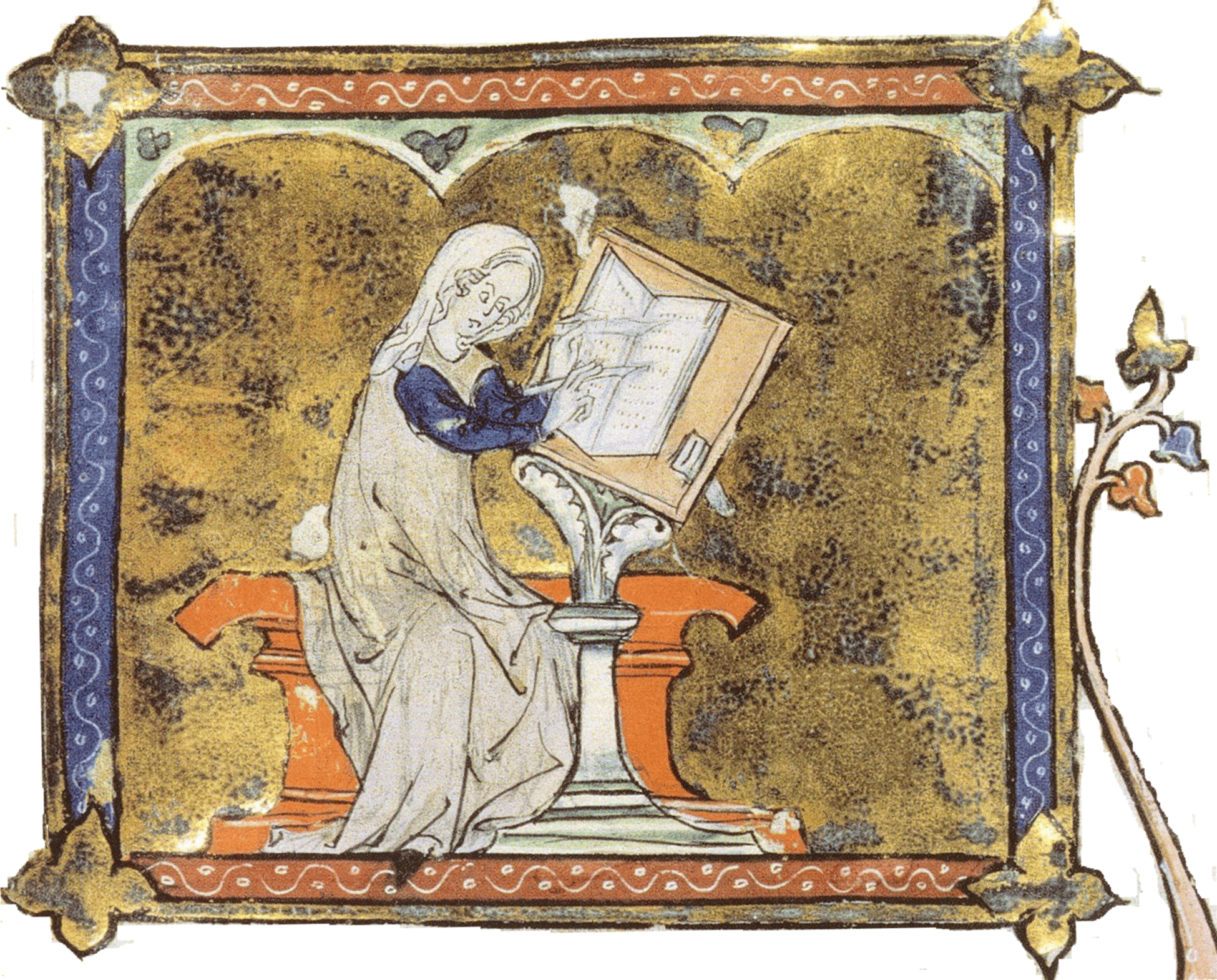
Enluminure représentant Marie de France, Paris, BnF, Bibliothèque de l'Arsenal, Ms. 3142, 256.

Les Deux Amants est un lai breton écrit par Marie de France dans le cours du XIIe siècle. C'est le sixième du recueil des Lais de Marie de France.

## Résumé
L'histoire se situe en Normandie et plus précisément sur la côte des Deux-Amants, dont le lai retrace l'origine mythique du nom apporté à ce lieu.
Le roi du Val de Pîtres a une fille très belle et très courtoise, qu'il aime profondément. Lorsqu'on lui enjoint de marier sa fille, il décide de soumettre les prétendants à une épreuve : seul celui qui arrivera à porter sa fille hors de la ville jusqu'au sommet du mont sans se reposer pourra l'épouser. Les prétendants affluent mais échouent tous, si bien que plus personne ne demande sa main. Un jeune homme tombe amoureux de la fille, et leur amour devient réciproque ; mais le jeune homme est bien trop frêle pour réussir l'épreuve. La fille refuse néanmoins de partir avec lui loin de son père. Elle demande à une parente habitant la ville italienne de Salerne de lui préparer un philtre pour donner la vigueur nécessaire au jeune homme. Ce dernier emporte la jeune fille et gravit rapidement la pente. Emporté par son élan et son amour, il se sent le cœur plein de vigueur et refuse de prendre la potion. Il arrive au sommet sans se reposer, mais y meurt d'épuisement. La jeune fille jette la potion, qui tombe se disperse alors sur la contrée, qui devient fertile ; puis la jeune fille meurt de chagrin aux côtés de son amant. Les deux amants sont enterrés au sommet du mont, ce qui donne son nom à la côte des Deux-Amants.

## Analyse
Les Deus Amanz est le seul lai dont l'action n'est pas situé en Bretagne ou en Grande-Bretagne, mais en Normandie. Pitres est une commune située dans l'Eure au confluent de la Seine et de l'Andelle. La côte des Deux-Amants est en face de ce confluent. Bernard Sergent fait l'hypothèse, à partir des mentions géographiques de ce lai, que Marie de France est Marie de Beaumont et habitait près de Pitres.
Marie de France attribue deux fois (v.5 et 254) la création du lai des Deus Amanz aux Bretons. Ce lai est également cité dans deux autres textes médiévaux, Guiron le Courtois (v.1235) et Jaufré (v.4460), ce qui tend selon Jeanne Wathelet-Willem à montrer l'existence de plusieurs lais lus ou chantés en cour par des jongleurs, probablement à la cour d'Aliénor d'Aquitaine.